# Jack Brand
Jack Brand (Braunschweig, 4 agosto 1953) è un ex calciatore tedesco naturalizzato canadese, di ruolo portiere.

## Biografia
Nativo della Germania, si trasferisce per motivi di studio in Nordamerica. Lasciato il mondo del calcio si stabilisce a Mississauga, Ontario, ove fonda la Brand Felt Ltd., industria specializzata nella produzione di feltro.

## Carriera

### Club
Nato in Germania, dove ha le sue prime esperienze calcistiche, Brand inizia la carriera agonistica nel Toronto Hungaria, con cui vince la National Soccer League 1973 e la NSL Cup.
Nel 1974 viene ingaggiato dai Toronto Metros, franchigia della North American Soccer League. Nella stagione d'esordio non riesce a superare la fase a gironi del torneo, mentre in quella seguente raggiunge i quarti di finale dei play-off.
Nella stagione 1976 torna a giocare nella NSL in forza ai Toronto Italia, con cui vince la stagione regolare ma perde la finale play-off contro i First Portuguese.
Nel 1977 torna in NASL, in forza agli statunitensi del Rochester Lancers, con cui raggiunge le semifinali play-off per il titolo, perse contro i futuri campioni del N.Y. Cosmos.
L'anno seguente passa proprio ai Cosmos, voluto dall'allenatore Eddie Firmani, con cui si aggiudica il torneo 1978, battendo in finale, giocata da titolare, i T.B. Rowdies.
Durante il corso della North American Soccer League 1979 Brand passa ai Tulsa Roughnecks, con cui raggiunge i quarti di finale dei play-off.
Dopo un breve ritorno ai Lancers Brand nel corso del 1980 viene ingaggiato dai Seattle Sounders, fortemente voluto dall'allenatore Alan Hinton, ottenendo come miglior risultato negli anni di militanza il raggiungimento dei quarti di finale nel campionato 1980, stagione nella quale fu scelto come calciatore nordamericano dell'anno.
Nel corso della North American Soccer League 1982, a causa di un litigio con l'allenatore dei Sounders Hinton , passa ai Rowdies, con cui però non riesce ad accedere ai play-off per il titolo.
Nel 1984 viene ingaggiato dal FC Seattle, con cui disputa solo incontri amichevoli; l'anno seguente, lasciato il calcio giocato, ne diviene presidente.

### Nazionale
Brand, naturalizzato canadese, ha giocato dieci incontri con la nazionale olimpica di calcio del Canada e con cui partecipa ai VII Giochi panamericani.
Venne selezionato nella Nazionale olimpica di calcio del Canada che prese parte al torneo di calcio della XXI Olimpiade, competizione in cui però non riesce a superare la fase a gironi. Nonostante il risultato negativo Brand affermò che fu all'esordio con l'Unione Sovietica che si sentì effettivamente canadese.

## Palmarès

### Club
- NSL: 1

Toronto Hungaria: 1973
- NSL Cup: 1

Toronto Hungaria: 1973
- Campionato NASL: 1

New York Cosmos: 1978